# Teste tagliate
Teste tagliate (Cabezas cortadas) è un film del 1970, diretto da Glauber Rocha.